# FBC Třinec
FBC Třinec (od sponsorów FBC Intevo Třinec) to drużyna unihokeja z siedzibą w Trzyńcu w Czechach. Zespół powstał w 2011 roku.
Drużyna kobieca gra w ekstralidze kobiet (najwyższej rozgrywce) od sezonu 2023/2024, do której awansowała po raz pierwszy w historii w 2023 roku po wygranej barażowej z drużyną Panthers Praha 3:1 w meczach. Do największych sukcesów zespołu należy awans do ćwierćfinału Pucharu Czeskiego Florbolu w 2022 roku.
Męska drużyna A zagra w trzeciej lidze, od sezonu 2023/2024, do której po raz pierwszy awansowała w 2023 roku.

## Nazwy[6]
- 2011 – FBC Steel Třinec (Floorball club Třinec)
- 2013 – FBC Ossiko Třinec (Floorball Club Ossiko Třinec)
- 2020 – FBC Intevo Třinec (Floorball Club Intevo Třinec)